# Draba jucunda
Draba jucunda là một loài thực vật có hoa trong họ Cải. Loài này được W.W.Sm. mô tả khoa học đầu tiên năm 1920.